# Romanische Kapelle (Wissembourg)

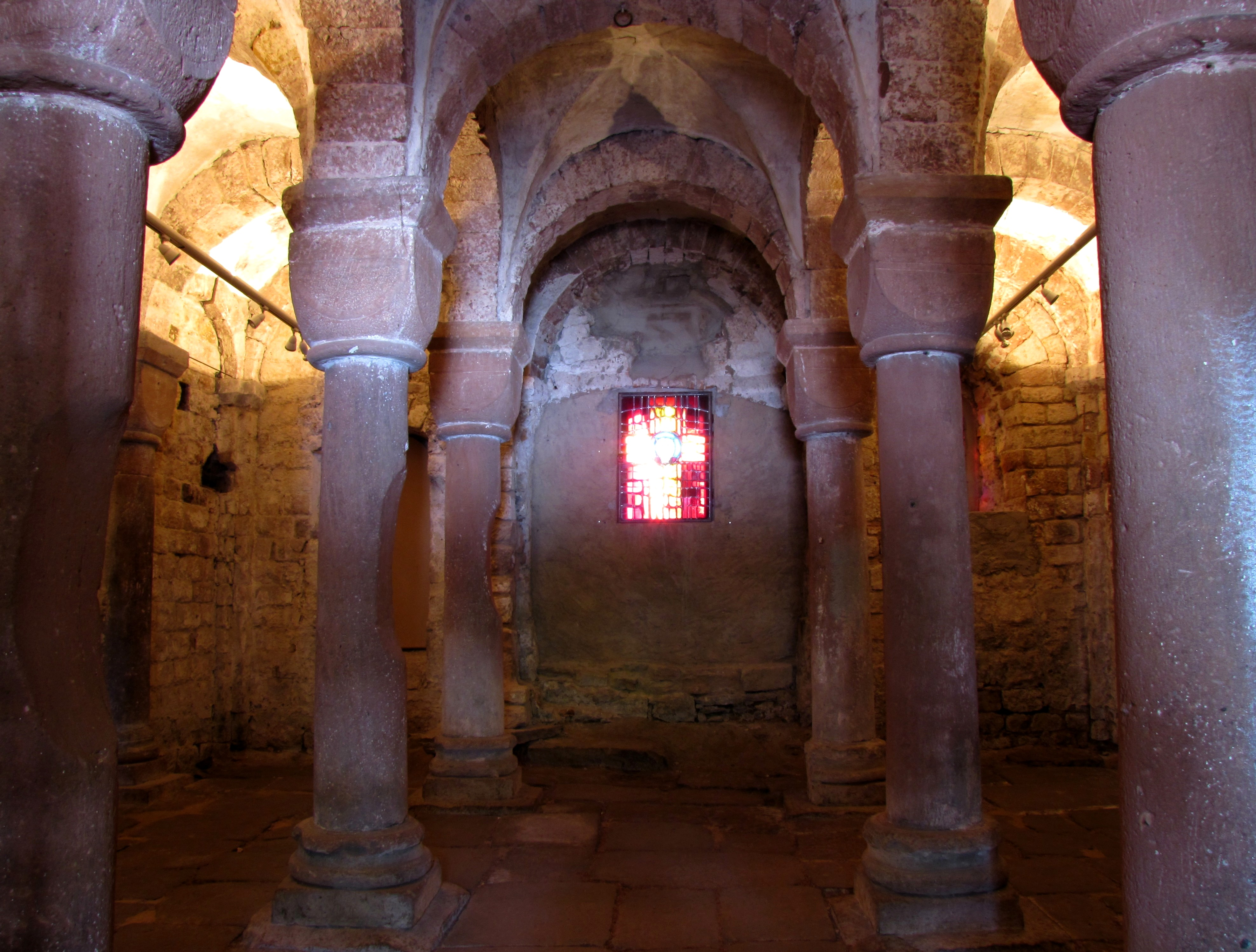
Blick vom Mittelschiff auf die östliche Abschlusswand

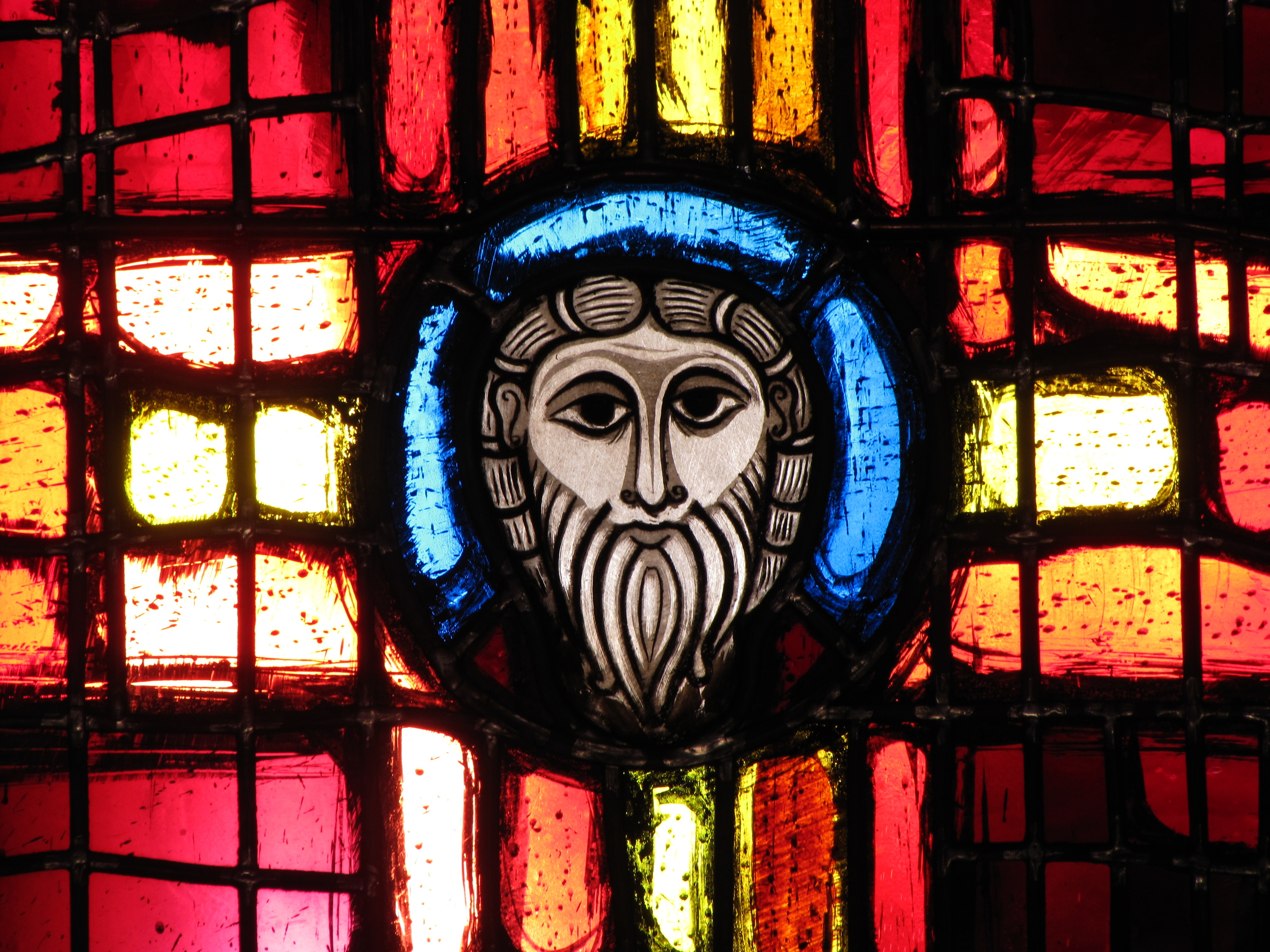
Moderne Verglasung nach dem Motiv des Christus von Weißenburg

Die romanische Kapelle von Weißenburg ist einer der wenigen baulichen Reste der romanischen Anlage des Klosters Weißenburg. Sie liegt am Kreuzgang der Kirche St. Peter und Paul in Weißenburg im nördlichen Elsass.

## Geschichte
Die romanische Anlage des Klosters Weißenburg wurde im 11. Jahrhundert errichtet und ersetzte ältere Gebäude. Das Kloster wurde schon im 7. Jahrhundert gegründet. Davon ist oberirdisch nichts erhalten. Im Zuge des romanischen Neubaus entstand um 1070 auch die heutige Kapelle. Anhand der Kapitelle, die Parallelen zu den Würfelkapitellen der Aurelius Kirche in Hirsau aufweisen, Hirsauer Nase, kann die Datierung um 1074 erfolgen. In der Gotik erhielt das Kloster erneut und nahezu vollständig neue Gebäude. Die „Kapelle“, der Glockenturm der Kirche und die nördliche Querhauswand sind die einzigen größeren baulichen Relikte aus romanischer Zeit, die dort noch erhalten sind. 
Die Anlage wurde in der Französischen Revolution säkularisiert, die Kapelle diente dann bis 1960 als Weinkeller.

## Gebäude

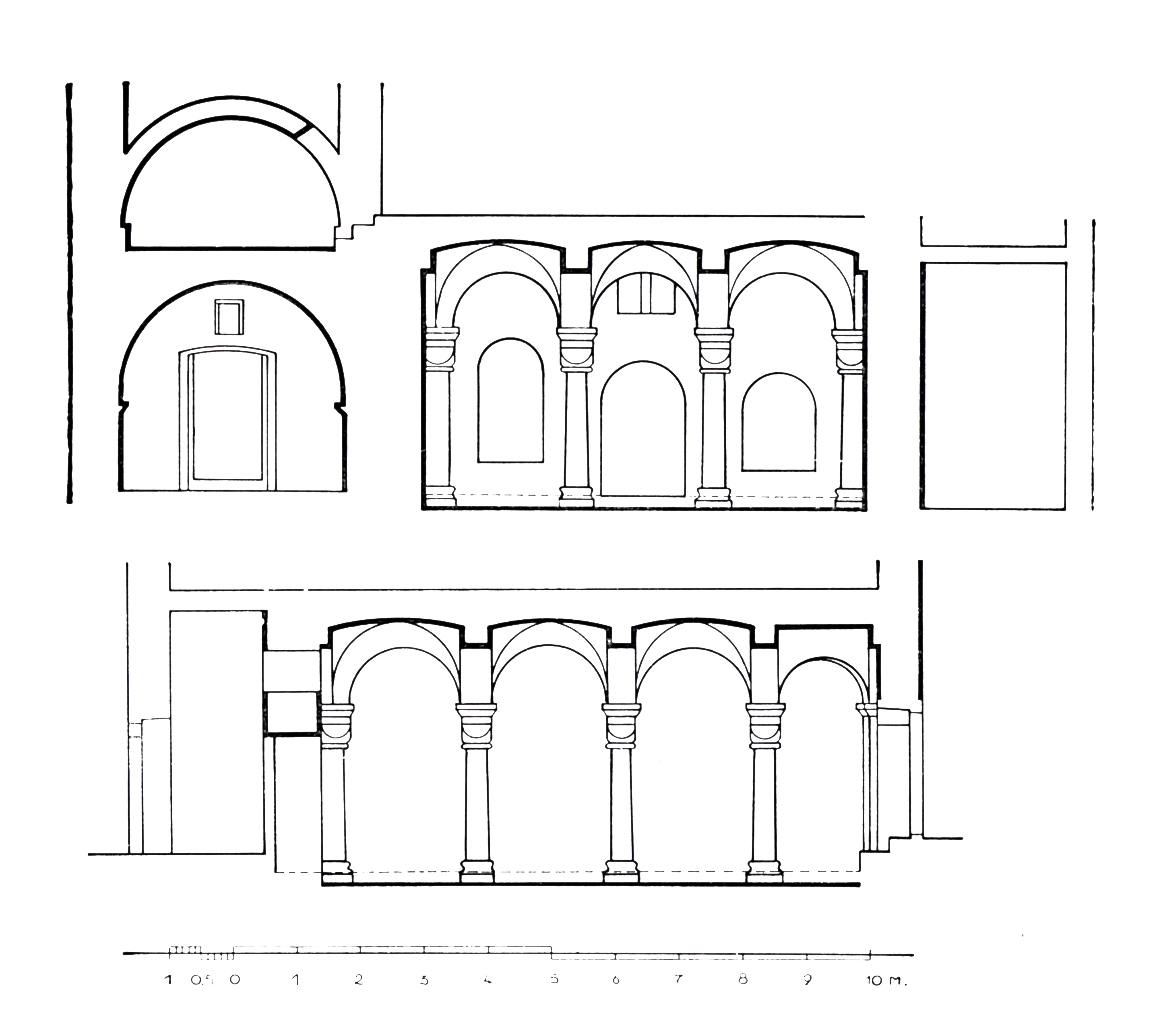
Querschnitt (oben) und Längsschnitt (unten) durch das Bauwerk

Die heutige Kapelle ist an den (nur teilweise erhaltenen) östlichen Kreuzgang-Flügel angebaut. Es ist ein dreischiffiger Saal mit Kreuzgrat- im westlichen Bereich und Tonnengewölben im östlichsten Joch. Sechs freistehende Säulen mit ottonischen Würfelkapitellen, denen entsprechende Halbsäulen an den Wänden gegenüberstehen, tragen das Gewölbe. Die Schiffe schließen mit einer flachen Wand nach Osten. Die Kapelle ist seit 1973 als Monument historique klassifiziert.

## Deutung
Stilistisch ist der Raum mit dem östlichen Teil der Krypta des Speyerer Doms verwandt. Auch Analogien zur St. Stephan und St. Katharinen-Kapelle der Kirche St. Peter und Paul in Neuwiller-lès-Saverne (deutsch Neuweiler) wurden gezogen. Allerdings gibt es keinen Anhaltspunkt dafür, dass das Bauwerk – wie die Kapelle in Neuweiler – jemals doppelstöckig war oder das es jemals einen Chorbereich gab. Dies legt den Schluss nahe, dass das Bauwerk ursprünglich als Kapitelsaal der romanischen Anlage errichtet wurde und nach dem Bau des neuen, gotischen Kapitelsaals eine neue Funktion als Kapelle erhielt.